# Space Cowboy
Space Cowboy (* in Paris; bürgerlich Nick Dresti) ist ein französischer Produzent und DJ für elektronische Musik.

## Pseudonyme
Weitere Pseudonyme, unter denen Space Cowboy bekannt ist und Songs veröffentlicht, sind z. B. DJ Chrome, DJ Supreme, Loop Da Loop, Mission Accomplished und Vibes.

## Stil
DJ Supreme zeichnete sich primär durch seinen nahezu einmaligen Stil aus, der stark an der aus England stammenden Musikrichtung Speed Garage bzw. Garage House angelehnt war. Neben schnellen und teilweise progressiven Beats kamen auch oft Drum-and-Bass- und Breakbeat-Elemente zum Einsatz. Typisch für DJ Supreme waren jedoch die aggressiven und schnellen Lyrics bzw. Rap-Samples, die immer wieder seinen Namen „DJ Supreme“ nannten und nahezu in jedem Lied vorkamen.
Bekannt geworden ist Space Cowboy auch durch die Zusammenarbeit mit Lady Gaga. Er remixte die Titel Just Dance, Poker Face sowie LoveGame und begleitet sie häufig als DJ bei ihren Auftritten.

## Diskografie

### Alben
- 2003: Across the Sky
- 2005: Big City Nights
- 2007: Digital Rock
- 2009: Digital Rock Star

### Singles
- 1996–1997: Tha Wildstyle
- 1997: Enter the Scene
- 1997: The Horn of Jericho tha Joka
- 1997: Tha Wildstyle (Remixes)
- 1998: Rhyme Writer (Promo)
- 1999: I Know What Girls Like
- 2001: We Like to Party
- 2002: I Would Die 4 U (Autor: Prince)
- 2003: Just Put Your Hand in Mine
- 2007: Running Away
- 2007: Talking in Your Sleep
- 2007: Across the Sky
- 2007: My Egyptian Lover (feat. Nadia Oh)
- 2008: Starstruck (feat. Lady Gaga und Flo Rida)
- 2008: Christmas Tree (feat. Lady Gaga)
- 2009: I Came 2 Party (feat. Cinema Bizarre)
- 2009: Falling Down (feat. Chelsea Korka von den Paradiso Girls, Remix mit LMFAO)
- 2009: Boyfriends Hate Me
- 2009: Party Like Animal (feat. Kee and Vistoso Bosses)
- 2009: Devastated (feat. Chantelle Page and Cherry Cherry Boom Boom)
- 2009: I Want You Back
- 2009: Talking in Your Sleep
- 2009: I'ma Be Alright (Rent Money)
- 2009: Never Again
- 2009: Just Play That Track (feat. Natalia Kills)

Viele der Tracks wurden auf mehreren Labels wie Urban, Motor Music, Downtown, Wiggle Music, Distinct'ive Records Cherry Tree, RedOne, Tiger Trax und Maddog veröffentlicht. Zudem gab es diverse Remixe vom Song „Tha Wildstyle“. Eines der bekanntesten war der Remix vom holländischen DJ-Team Klubbheads.